# Hemiptarsenus indicus
Hemiptarsenus indicus är en stekelart som beskrevs av Muhammad Sharif Khan 1985. Hemiptarsenus indicus ingår i släktet Hemiptarsenus och familjen finglanssteklar. Inga underarter finns listade i Catalogue of Life.